# کابوس بازیگر

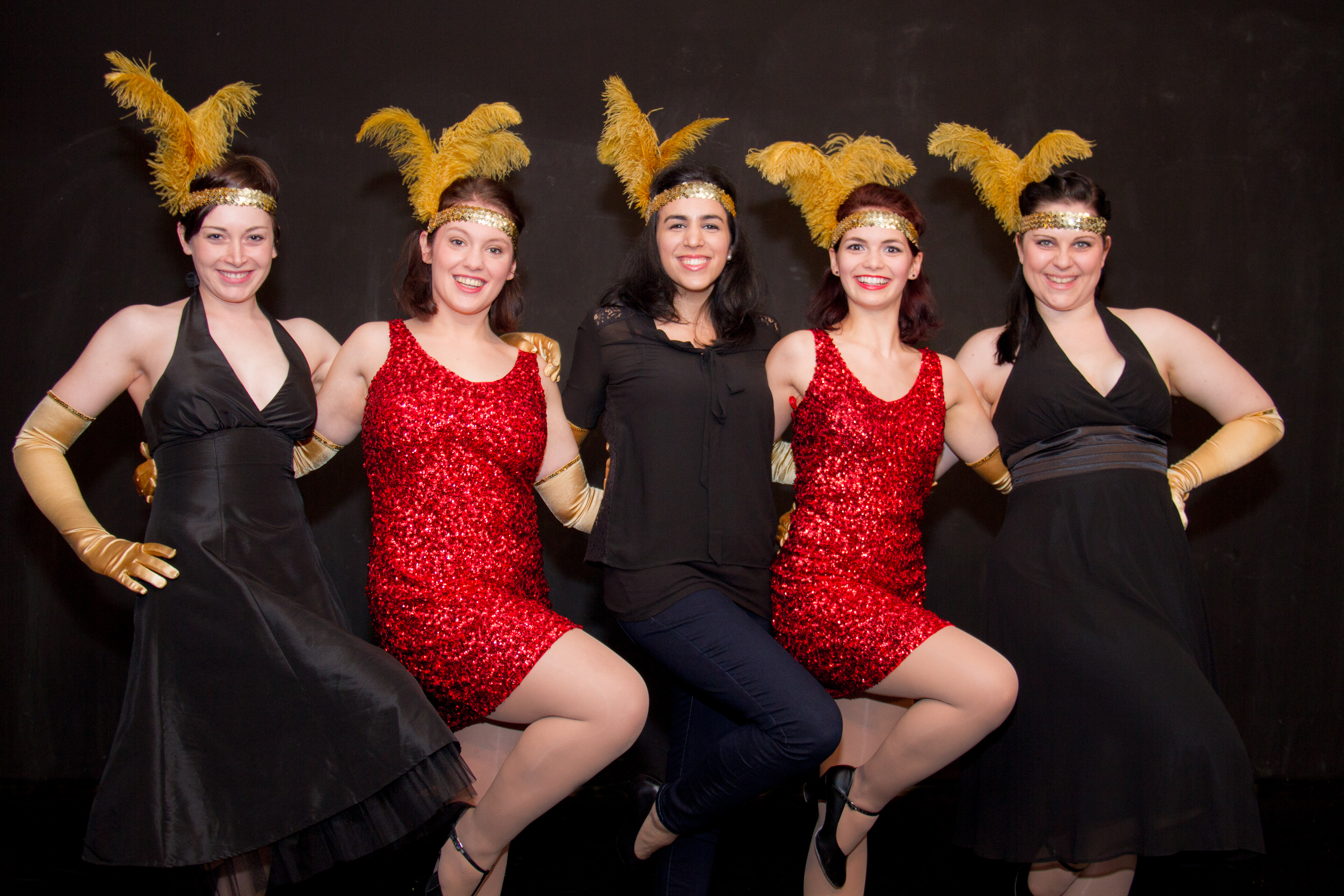
بازیگران نقش نمایشنامه کابوس بازیگر

کابوس بازیگر (به انگلیسی: The Actor's Nightmare) یک نمایشنامه کوتاه اثر کریستوفر دورانگ "Christopher Durang" که در دهه ۸۰ و ۹۰ شهرت زیادی برای او به همراه داشت. داستان نمایشنامه دربارهٔ یک حسابدار است (شاید کسی که خودش گمان می‌کند حسابدار است) که به‌جای یک بازیگر تئاتر اشتباه گرفته می‌شود و در ادامه مجبور می‌شود جلوی تماشاگران قطعاتی از هملت، آخر بازی، مردی برای تمام فصول، تاجر ونیزی، زندگی خصوصی و چند قطعه نمایشی دیگر اجرا کند.

## منبع الهام
این نمایشنامه با الهام از یک اتفاق که بازیگران و مجریان غالباً در آن قرار می‌گیرند نوشته شده است، در این رویداد آنها روی صحنه می‌روند و نمی‌توانند دیالوگ‌ها و دستورالعمل‌های تمرین خود را به خاطر بسپارند. 
بعداً این نمایشنامه موضوع یک پرونده حقوقی بود، جایی که جان ویلیام سی ادعا کرد که دورانگ در این نمایشنامه حق مولف را نقض کرده است. دادگاه منطقه به طور خلاصه پرونده را رد کرد به این دلیل که هیچ شخص معقولی نمی‌توانست شباهت اساسی بین دو نمایشنامه پیدا کند و دادگاه تجدید نظر این تصمیم را تأیید کرد.

## ترجمه به فارسی
این نمایشنامه در سال ۱۳۹۷ توسط سام ایزدی به فارسی ترجمه شد و توسط نشر افراز به چاپ رسید.

## آدم‌های نمایشنامه
جرج اسپلوین	(یک حسابدار جوان که به جای بازیگر اشتباه گرفته می‌شود.)
مگ		(مدیر صحنه)
سارا سیدون	(یک بازیگر معروف)
مادام الن تری	(یک بازیگر گمنام)
ماری اندرسون	(از اون هم گمنام‌تر)
سوزان بارتسف	(از همه گمنام‌تر)
هنری ایروینگ	(بازیگر شکوهمند)
جلاد		(همان جلاد است.)
صدا	